# Александровский (Карасукский район)
Алекса́ндровский — посёлок в Карасукском районе Новосибирской области. Входит в состав Михайловского сельсовета.

## География
Площадь посёлка — 35 гектаров.

## Население
| 2002 | 2007 | 2010 |
| ---- | ---- | ---- |
| 511  | ↘509 | ↘489 |

## История
Основан в 1911 году. В 1928 году посёлок Александровка состоял из 51 хозяйства, основное население — украинцы. В административном отношении являлся центром Александровского сельсовета Черно-Курьинского района Славгородского округа Сибирского края.

## Инфраструктура
В посёлке по данным на 2007 год функционируют 1 учреждение здравоохранения, 2 образовательных учреждения.